# Solbær
Solbær (Ribes nigrum) er en op til 2 meter høj busk, der er almindeligt dyrket i haver for sine bær, som også kaldes solbær. Busken findes også vildt i skove og hegn på næringsrig og fugtig bund.
Solbær har etymologisk ikke noget med sol at gøre; førsteleddet kommer muligvis fra et ord, der betyder 'smudsig' eller 'sort'.

## Beskrivelse
Solbær er en lille, løvfældende busk med opret vækst. Senere kan gamle grene blive nedliggende. Barken er først gulbrun og glat, men derefter mere grå og til sidst næsten sort. Både bark, knopper og blade er tæt besat med duftende kirtler. Knopperne er spredte og rødbrune, næsten glatte.
Bladene er 3-5 lappede med savtakket rand og en friskgrøn farve. Blomsterne sidder i lange klaser fra bladhjørnerne. De er klokkeformede med grøn yderside og rødlig inderside. De sorte bær har glat skind og blivende bæger. Frøene spirer villigt i Danmark.
Rodnettet er meget højtliggende og fint forgrenet. De nedliggende grene, der rører jorden, slår rod.
Højde x bredde og årlig tilvækst: 2 x 2 m (20 x 20 cm/år).

## Voksested
Solbær gror vildt i Danmark. Den er især almindelig i Østjylland og på Øerne. Her findes den i fugtige krat og ellesumpe, hvor der er et højt indhold af kalium og magnesium.

## Anvendelse
I gammel lægekunst benyttede man afkog af bladene imod gigt, urinvejssygdomme og astma.
De dyrkede sorter er fremmedbestøvede. På Solbær ses tit en filtagtig, brun belægning på undersiden af bladene. Det er sommerstadiet af Weymouth-fyrrens blærerust.
Bærret indeholder pektin og er derfor velegnede til syltning, men er også gode til saft og kager, i desserter, som te og ikke mindst som solbærvin.
Bærret indeholder A-, B-, C- og E-vitamin, kalcium og jern. Endvidere indeholder frugten en fedtsyre, der ser ud til at virke forebyggende imod hjerte/karsygdomme.

## Sorter
- Ben Hope
- Ben Tron
- Narve Viking
- Zusha